# Eunidia dilacerata
Eunidia dilacerata är en skalbaggsart som beskrevs av Aurivillius 1925. Eunidia dilacerata ingår i släktet Eunidia och familjen långhorningar.
Artens utbredningsområde är:
- Angola.
- Malawi.
- Moçambique.
- Zimbabwe.

Inga underarter finns listade i Catalogue of Life.